# Zonitis flava
Zonitis flava là một loài bọ cánh cứng trong họ Meloidae. Loài này được Fabricius miêu tả khoa học năm 1775.

## Hình ảnh

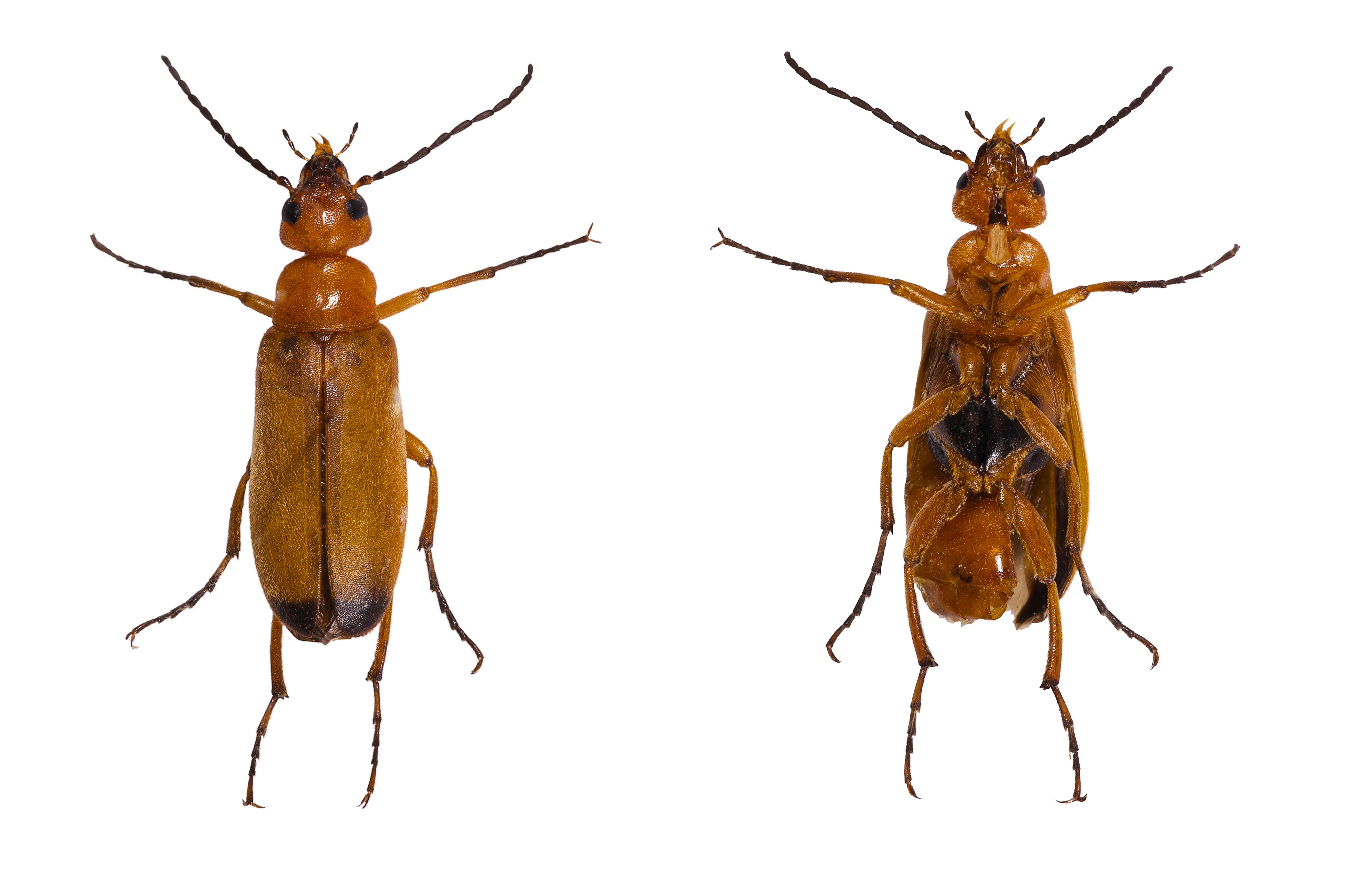
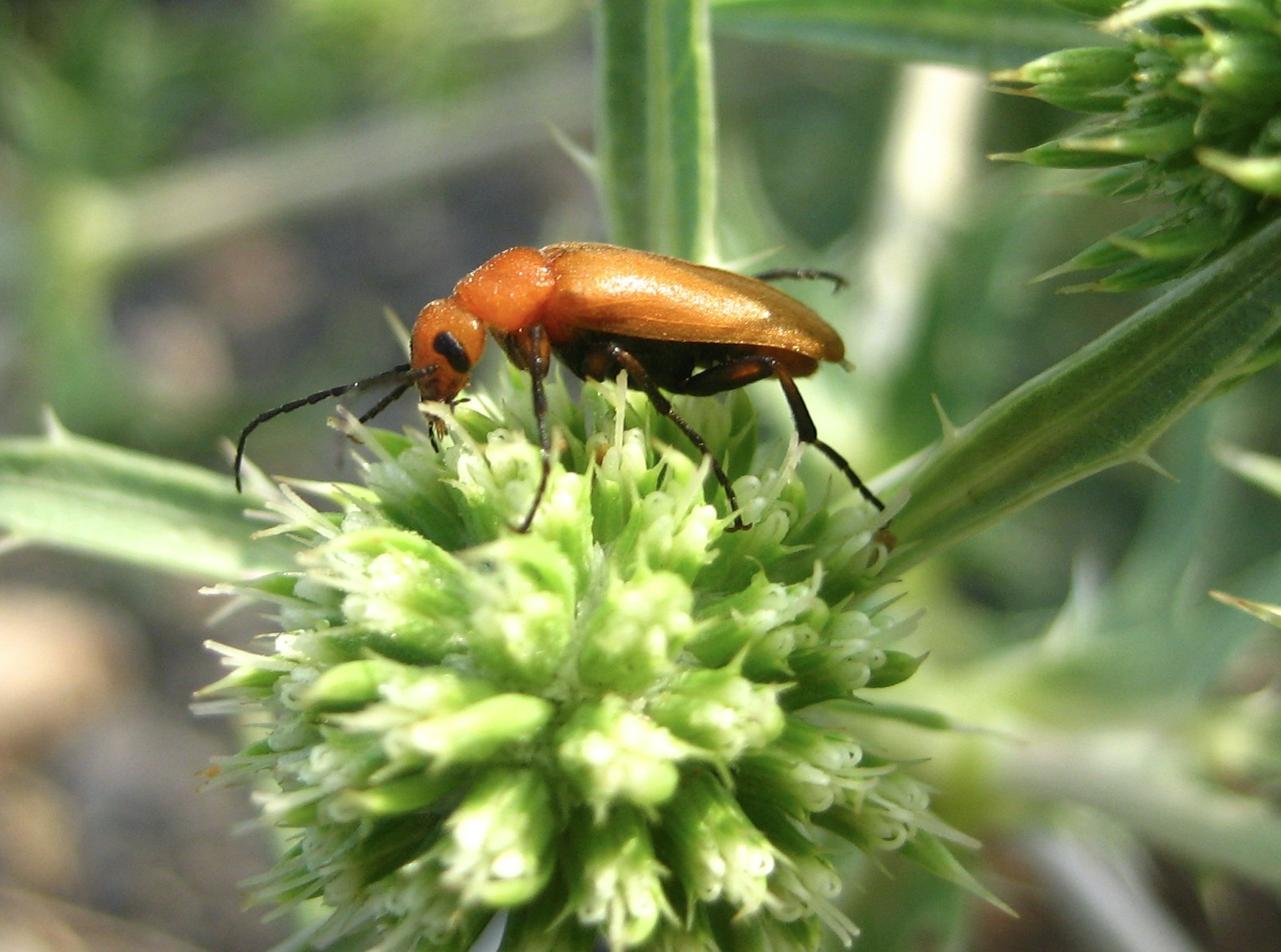